# Gran Premio del Canada 1991
Il Gran Premio del Canada 1991 è stato un Gran Premio di Formula 1 disputato il 2 giugno 1991 sull'autodromo Gilles Villeneuve di Montréal. La gara è stata vinta da Nelson Piquet su Benetton.

## Prima della gara
- Cesare Fiorio viene licenziato dalla Ferrari; al suo posto viene nominato team manager Piero Ferrari.
- John Barnard lascia il suo incarico di direttore tecnico alla Benetton e viene rimpiazzato da Gordon Kimball.
- La Lotus licenzia Julian Bailey ingaggiando al suo posto Johnny Herbert.
- Alla Arrows, Alex Caffi, non disponibile a causa dei postumi dell'incidente subito nelle prove del gran premio precedente, viene sostituito da Stefan Johansson.

## Qualifiche
Durante le prove libere Patrese esce illeso da un violento incidente; l'italiano conquista poi la pole position davanti al compagno di squadra Mansell, Senna, Prost, Moreno, Berger, Alesi, Piquet, Modena e Pirro.

### Classifica
| Pos                     | No | Pilota            | Costruttore            | Tempo    | Distacco |
| ----------------------- | -- | ----------------- | ---------------------- | -------- | -------- |
| 1                       | 6  | Riccardo Patrese  | Williams - Renault     | 1:19.837 |          |
| 2                       | 5  | Nigel Mansell     | Williams - Renault     | 1:20.225 | +0.388   |
| 3                       | 1  | Ayrton Senna      | McLaren - Honda        | 1:20.318 | +0.481   |
| 4                       | 27 | Alain Prost       | Ferrari                | 1:20.656 | +0.819   |
| 5                       | 19 | Roberto Moreno    | Benetton - Ford        | 1:20.686 | +0.849   |
| 6                       | 2  | Gerhard Berger    | McLaren - Honda        | 1:20.916 | +1.079   |
| 7                       | 28 | Jean Alesi        | Ferrari                | 1:21.227 | +1.390   |
| 8                       | 20 | Nelson Piquet     | Benetton - Ford        | 1:21.241 | +1.404   |
| 9                       | 4  | Stefano Modena    | Tyrrell - Honda        | 1:21.298 | +1.461   |
| 10                      | 21 | Emanuele Pirro    | Scuderia Italia - Judd | 1:21.864 | +2.027   |
| 11                      | 33 | Andrea De Cesaris | Jordan - Ford          | 1:22.154 | +2.317   |
| 12                      | 3  | Satoru Nakajima   | Tyrrell - Honda        | 1:22.262 | +2.425   |
| 13                      | 16 | Ivan Capelli      | Leyton House - Ilmor   | 1:22.443 | +2.606   |
| 14                      | 32 | Bertrand Gachot   | Jordan - Ford          | 1:22.596 | +2.759   |
| 15                      | 24 | Gianni Morbidelli | Minardi - Ferrari      | 1:22.993 | +3.156   |
| 16                      | 25 | Thierry Boutsen   | Ligier - Lamborghini   | 1:23.040 | +3.203   |
| 17                      | 22 | Jyrki Järvilehto  | Scuderia Italia - Judd | 1:23.040 | +3.203   |
| 18                      | 23 | Pierluigi Martini | Minardi - Ferrari      | 1:23.125 | +3.288   |
| 19                      | 29 | Éric Bernard      | Larrousse - Ford       | 1:23.260 | +3.423   |
| 20                      | 8  | Martin Brundle    | Brabham - Yamaha       | 1:23.516 | +3.679   |
| 21                      | 9  | Michele Alboreto  | Arrows - Porsche       | 1:23.529 | +3.692   |
| 22                      | 30 | Aguri Suzuki      | Larrousse - Ford       | 1:23.585 | +3.748   |
| 23                      | 15 | Maurício Gugelmin | Leyton House - Ilmor   | 1:23.650 | +3.813   |
| 24                      | 11 | Mika Häkkinen     | Lotus - Judd           | 1:23.923 | +4.086   |
| 25                      | 10 | Stefan Johansson  | Arrows - Porsche       | 1:24.433 | +4.596   |
| 26                      | 26 | Érik Comas        | Ligier - Lamborghini   | 1:24.460 | +4.623   |
| Vetture non qualificate |    |                   |                        |          |          |
| NQ                      | 18 | Fabrizio Barbazza | AGS - Ford             | 1:24.491 | +4.654   |
| NQ                      | 17 | Gabriele Tarquini | AGS - Ford             | 1:24.653 | +4.816   |
| NQ                      | 7  | Mark Blundell     | Brabham - Yamaha       | 1:24.661 | +4.824   |
| NQ                      | 12 | Johnny Herbert    | Lotus - Judd           | 1:24.732 | +4.895   |

## Gara
Al via Mansell si porta in prima posizione, precedendo il compagno di squadra Patrese, Senna, Prost, Berger e Moreno. Berger si deve ritirare già dopo quattro tornate a causa di problemi elettronici, mentre Suzuki esce di scena poco dopo quando la sua Larrousse prende fuoco. Al 10º giro si ritira anche Moreno, dopo un'uscita di pista, mentre Prost comincia ad avere problemi al cambio, riuscendo però a proseguire, ingaggiando un duello con Alesi e Piquet.
Al 25º giro anche Senna è costretto all'abbandono per problemi elettrici; i due piloti della Williams si trovano quindi con un gran vantaggio sul terzetto di inseguitori formato da Alesi, Prost e Piquet. I due ferraristi si ritirano però poco dopo, Prost al 27º passaggio per la rottura definitiva del cambio, Alesi al 34º giro per la rottura del motore.
Piquet comincia poi a rimontare su Patrese, che accusa problemi al cambio, riuscendo poi a passarlo; il pilota della Williams sarà poi sopravanzato anche da Modena. All'ultimo giro Mansell si trova in testa davanti a Piquet, Modena, Patrese, De Cesaris e Gachot, quando improvvisamente la vettura dell'inglese rallenta fino a fermarsi; si dice che Mansell, nel salutare la folla, abbia fatto scendere troppo i giri del motore, causandone lo spegnimento, ma il rapporto della Williams a fine gara parla di una rottura del cambio nelle ultime fasi di gara. Qualunque sia la sua causa, il rocambolesco ritiro di Mansell lascia la vittoria a Piquet, che taglia il traguardo davanti a Modena, Patrese, De Cesaris e Gachot, mentre Mansell è classificato sesto.

### Classifica
| Pos      | No | Pilota             | Costruttore               | Giri | Tempo/Ritirato              | Partenza | Punti |
| -------- | -- | ------------------ | ------------------------- | ---- | --------------------------- | -------- | ----- |
| 1        | 20 | Nelson Piquet      | Benetton - Ford           | 69   | 1:38:51.490                 | 8        | 10    |
| 2        | 4  | Stefano Modena     | Tyrrell - Honda           | 69   | + 31.832                    | 9        | 6     |
| 3        | 6  | Riccardo Patrese   | Williams - Renault        | 69   | + 42.217                    | 1        | 4     |
| 4        | 33 | Andrea De Cesaris  | Jordan - Ford             | 69   | + 1:20.210                  | 11       | 3     |
| 5        | 32 | Bertrand Gachot    | Jordan - Ford             | 69   | + 1:22.351                  | 14       | 2     |
| 6        | 5  | Nigel Mansell      | Williams - Renault        | 68   | Problema elettrico          | 2        | 1     |
| 7        | 23 | Pierluigi Martini  | Minardi - Ferrari         | 68   | + 1 giro                    | 18       |       |
| 8        | 26 | Érik Comas         | Ligier - Lamborghini      | 68   | + 1 giro                    | 26       |       |
| 9        | 21 | Emanuele Pirro     | Scuderia Italia - Judd    | 68   | + 1 giro                    | 10       |       |
| 10       | 3  | Satoru Nakajima    | Tyrrell - Honda           | 67   | + 2 giri                    | 12       |       |
| Ritirato | 15 | Maurício Gugelmin  | Leyton House - Ilmor      | 61   | Motore                      | 23       |       |
| Ritirato | 22 | Jyrki Järvilehto   | Scuderia Italia - Judd    | 50   | Motore                      | 17       |       |
| Ritirato | 10 | Stefan Johansson   | Footwork - Porsche        | 48   | Acceleratore                | 25       |       |
| Ritirato | 16 | Ivan Capelli       | Leyton House - Ilmor      | 42   | Motore                      | 13       |       |
| Ritirato | 28 | Jean Alesi         | Ferrari                   | 34   | Motore                      | 7        |       |
| Ritirato | 29 | Éric Bernard       | Larrousse - Ford          | 29   | Cambio                      | 19       |       |
| Ritirato | 27 | Alain Prost        | Ferrari                   | 27   | Cambio                      | 4        |       |
| Ritirato | 25 | Thierry Boutsen    | Ligier - Lamborghini      | 27   | Motore                      | 16       |       |
| Ritirato | 1  | Ayrton Senna       | McLaren - Honda           | 25   | Alternatore                 | 3        |       |
| Ritirato | 11 | Mika Häkkinen      | Lotus - Judd              | 21   | Testacoda                   | 24       |       |
| Ritirato | 7  | Martin Brundle     | Brabham - Yamaha          | 21   | Motore                      | 20       |       |
| Ritirato | 24 | Gianni Morbidelli  | Minardi - Ferrari         | 20   | Testacoda                   | 15       |       |
| Ritirato | 19 | Roberto Moreno     | Benetton - Ford           | 10   | Testacoda                   | 5        |       |
| Ritirato | 2  | Gerhard Berger     | McLaren - Honda           | 4    | Iniezione                   | 6        |       |
| Ritirato | 30 | Aguri Suzuki       | Larrousse - Ford          | 3    | Perdita di benzina/Incendio | 22       |       |
| Ritirato | 9  | Michele Alboreto   | Footwork - Porsche        | 2    | Acceleratore                | 21       |       |
| NQ       | 18 | Fabrizio Barbazza  | AGS - Ford                |      |                             |          |       |
| NQ       | 17 | Gabriele Tarquini  | AGS - Ford                |      |                             |          |       |
| NQ       | 8  | Mark Blundell      | Brabham - Yamaha          |      |                             |          |       |
| NQ       | 12 | Johnny Herbert     | Lotus - Judd              |      |                             |          |       |
| NPQ      | 14 | Olivier Grouillard | Fondmetal - Ford          |      |                             |          |       |
| NPQ      | 34 | Nicola Larini      | Modena Team - Lamborghini |      |                             |          |       |
| NPQ      | 35 | Eric van de Poele  | Modena Team - Lamborghini |      |                             |          |       |
| NPQ      | 31 | Pedro Chaves       | Coloni - Ford             |      |                             |          |       |

## Classifiche

### Piloti
| Pos. | Pilota            | Punti |
| ---- | ----------------- | ----- |
| 1    | Ayrton Senna      | 40    |
| 2    | Nelson Piquet     | 16    |
| 3    | Alain Prost       | 11    |
| 4    | Gerhard Berger    | 10    |
| 4    | Riccardo Patrese  | 10    |
| 6    | Stefano Modena    | 9     |
| 7    | Nigel Mansell     | 7     |
| 8    | Jean Alesi        | 5     |
| 9    | Jyrki Järvilehto  | 4     |
| 10   | Pierluigi Martini | 3     |
| 10   | Roberto Moreno    | 3     |
| 10   | Andrea De Cesaris | 3     |
| 13   | Satoru Nakajima   | 2     |
| 13   | Mika Häkkinen     | 2     |
| 13   | Bertrand Gachot   | 2     |
| 16   | Aguri Suzuki      | 1     |
| 16   | Julian Bailey     | 1     |
| 16   | Emanuele Pirro    | 1     |

### Costruttori
| Pos. | Team                   | Punti |
| ---- | ---------------------- | ----- |
| 1    | McLaren - Honda        | 50    |
| 2    | Benetton - Ford        | 19    |
| 3    | Williams - Renault     | 17    |
| 4    | Ferrari                | 16    |
| 5    | Tyrrell - Honda        | 11    |
| 6    | Scuderia Italia - Judd | 5     |
| 6    | Jordan - Ford          | 5     |
| 8    | Minardi - Ferrari      | 3     |
| 8    | Lotus - Judd           | 3     |
| 10   | Larrousse - Ford       | 1     |

## Statistiche
- Ultima vittoria: Nelson Piquet, pneumatici Pirelli prima del loro ritorno come fornitore unico nel 2011
- Ultimo podio: Stefano Modena
- A partire da questa gara tutti i Gran Premi fino al Gran Premio d'Europa 1997 compreso saranno vinti da monoposto equipaggiate con pneumatici Goodyear.

## Fonti
- The Official Formula 1 website, su formula1.com. URL consultato il 9 maggio 2009.
- GpUpdate [collegamento interrotto], su f1.gpupdate.net. URL consultato il 9 maggio 2009.